# Limnaecia
Limnaecia ist eine Gattung von Schmetterlingen aus der Familie der Prachtfalter (Cosmopterigidae).

## Merkmale
Die Vertreter der Gattung sind ziemlich große Falter. Der Kopf ist mit dicht anliegenden Schuppen bedeckt. Die Labialpalpen sind sehr lang, schlank und zurückgebogen. Die Vorderflügel sind lanzettlich und haben einen spitz zulaufenden Apex. Die Hinterflügel sind reichlich halb so breit wie die Vorderflügel.
Bei den Männchen sind die Brachia ausgesprochen asymmetrisch. Das rechte Brachium ist lang und spitz und stark sklerotisiert. Es ist 2,5 mal so lang wie das linke. Die Valven sind konkav und haben einen kurzen und abgerundeten Cucullus. Die rechte Valve ist an der Basis breiter. Die Valvellae sind stark asymmetrisch. Die linke Valvella ist spatelförmig und länger als die Valve. Die Spitze ist mit einem Feld kurzer Nadeln versehen. Die rechte Valvella ist kurz und gekrümmt und stark sklerotisiert. Sie ist mit der rechten Valve verschmolzen. Der Aedeagus ist kurz und verjüngt sich zur Spitze. Der proximale Teil ist bauchig.
Bei den Weibchen sind die Papillae anales verschmolzen und nur leicht sklerotisiert. Die Apophysen sind sehr lang und kräftig und stark sklerotisiert. Das Sterigma ist röhrenförmig, leicht gekrümmt und sklerotisiert. Der Ductus bursae verjüngt sich leicht in Richtung des Corpus bursae, die distale Hälfte ist sklerotisiert. Das Corpus bursae ist eiförmig und mit zwei kurz benadelten Signa versehen.

## Verbreitung
Die Gattung ist weltweit verbreitet.

## Biologie
Die Raupen der Typusart fressen im Mark und in den Blüten von Rohrkolben (Typha).

## Systematik
Die Typusart der Gattung ist Limnaecia phragmitella und kommt als einzige Art in Europa vor. Nach Sinev 2002 zählen 93 Arten zur Gattung Limnaecia . Aus tropischen Regionen wurden mehrere Dutzend Arten beschrieben, von denen die meisten vermutlich nicht mit der Typusart Limnaecia phragmitella kongenerisch sind.
- Limnaecia acontophora Meyrick, 1922 (Philippinen, Luzon)
- Limnaecia adiacrita Turner, 1923 (Australien, Queensland)
- Limnaecia amploba Meyrick, 1915 (Südindien)
- Limnaecia anisodesma Lower, 1904 (Australien, Victoria)
- Limnaecia anthophaga Meyrick, 1928 (Fidschi)
- Limnaecia argophylla Bradley, 1861 (Salomonen, Guadalcanal)
- Limnaecia asterodes Meyrick, 1915 (Indien, Assam)
- Limnaecia atopa Bradley, 1959
- Limnaecia auximena Meyrick, 1915 (Indien, Coorg)
- Limnaecia bilineata Diakonoff, 1954 (Neuguinea)
- Limnaecia bisignis Meyrick, 1921 (Australien, Queensland)
- Limnaecia callicosma Meyrick 1915 (Sri Lanka)
- Limnaecia capsigera Meyrick 1921 (Fidschi)
- Limnaecia charactis Meyrick, 1897 (Australien, Victoria)
- Limnaecia chionospila Meyrick, 1897 (Australien, New South Wales)
- Limnaecia chlorodeta Meyrick, 1928 (Südafrika, Transvaal)
- Limnaecia chloronephes Meyrick, 1924 (Simbabwe)
- Limnaecia chrysonesa Meyrick, 1897 (Australien)
- Limnaecia chrysothorax Meyrick, 1920 (Australien, Queensland)
- Limnaecia cirrochrosta Meyrick, 1933 (Fidschi)
- Limnaecia cirrhosema Turner, 1923 (Australien, Queensland)
- Limnaecia cirrhozona Turner, 1923 (Australien, Queensland)
- Limnaecia combota Meyrick, 1921 (Irak)
- Limnaecia compasis Meyrick, 1935 (China, Zhejiang)
- Limnaecia conjuncta Meyrick, 1921 (Mosambik)
- Limnaecia crossomela Lower, 1908 (Australien, Süden, New South Wales)
- Limnaecia cybophora Meyrick, 1897 (Australien, New South Wales, Victoria)
- Limnaecia definitiva (T.P. Lucas, 1901) (Australien, Queensland)
- Limnaecia effulgens Meyrick, 1918 (Südafrika, Zululand, KwaZulu-Natal)
- Limnaecia elaphropa Turner, 1923 (Australien, Queensland)
- Limnaecia ensigera Diakonoff, 1954 (Neuguinea)
- Limnaecia eretmota Meyrick, 1909 (Südafrika, Transvaal)
- Limnaecia eristica Meyrick, 1919 (Australien, Queensland)
- Limnaecia eumeristis Meyrick, 1927 (Samoa)
- Limnaecia explanata Meyrick, 1921 (Simbabwe)
- Limnaecia fuscipalpis Meyrick, 1921 (Fidschi)
- Limnaecia hemimitra Turner, 1923 (Australien, Queensland)
- Limnaecia heterozona Lower, 1904 (Australien, Queensland)
- Limnaecia ichnographa Meyrick, 1908 (Südafrika, Transvaal)
- Limnaecia ida Lower, 1908 (Australien, Süden)
- Limnaecia inconcina Meyrick, 1923 (Fidschi)
- Limnaecia iriastis Meyrick, 1897 (Australien, Victoria)
- Limnaecia isodesma Lower, 1904 (Australien, Victoria)
- Limnaecia leptozona Turner, 1923 (Australien, Queensland)
- Limnaecia leucomita Turner, 1923 (Australien, Queensland)
- Limnaecia lunacrescens (T.P. Lucas, 1901) (Australien, Queensland)
- Limnaecia magica Meyrick, 1905 (Sri Lanka)
- Limnaecia megalochlamys Diakonoff, 1954 (Neuguinea)
- Limnaecia melliplanta Bradley, 1959 (Salomonen, Renell-Inseln)
- Limnaecia microglypta Meyrick, 1928 (Neue Hebriden)
- Limnaecia monoxantha (Meyrick, 1922) (Australien, Queensland)
- Limnaecia nephelochalca Diakonoff, 1954 (Neuguinea)
- Limnaecia neurogramma Meyrick, 1909 (Südafrika, Transvaal)
- Limnaecia nigrispersa Diakonoff, 1954 (Neuguinea)
- Limnaecia novalis Meyrick, 1920 (Australien, Westen)
- Limnaecia ochrozona Meyrick, 1897 (Australien, New South Wales, Süden)
- Limnaecia orbigera Turner, 1923 (Australien, Queensland)
- Limnaecia orthochroa (Lower, 1899) (Australien, New South Wales)
- Limnaecia pallidula Turner, 1923 (Australien, Queensland)
- Limnaecia pamphaea Bradley, 1965 (Uganda)
- Limnaecia parallelograpta Diakonoff, 1954
- Limnaecia perpusilla Bradley, 1961 (Salomonen, Guadalcanal)
- Limnaecia phaeopleura Meyrick, 1924 (Fidschi)
- Limnaecia phragmitella Stainton, 1851 (England)
- Limnaecia platychlora Meyrick, 1915 (Australien, Queensland)
- Limnaecia platyochra Turner, 1923 (Australien, Queensland)
- Limnaecia platyscia Turner, 1923 (Australien, Queensland)
- Limnaecia polyactis Meyrick, 1921 (Australien, Queensland)
- Limnaecia polycydista Turner, 1926 (Australien, Queensland)
- Limnaecia proclina Meyrick, 1907 (Sri Lanka)
- Limnaecia psalidota Meyrick, 1917 (Pakistan, Indien)
- Limnaecia pterolopha Meyrick, 1920 (Australien, Queensland)
- Limnaecia pycnogramma Lower, 1918 (Australien, New South Wales)
- Limnaecia pycnosaris Meyrick, 1938 (Papua-Neuguinea)
- Limnaecia recidiva Meyrick, 1911 (Südafrika, Transvaal)
- Limnaecia sarcanthes Meyrick, 1921 (Simbabwe)
- Limnaecia scaeosema (Meyrick, 1905) (Sri Lanka)
- Limnaecia semisecta Meyrick, 1928 (Simbabwe)
- Limnaecia simplex Diakonoff, 1954 (Papua-Neuguinea)
- Limnaecia stenosticha Turner, 1926 (Australien, Queensland)
- Limnaecia symplecta Turner, 1923 (Australien, Queensland)
- Limnaecia syntaracta Meyrick, 1897 (Australien, Queensland, New South Wales)
- Limnaecia tetramitra Meyrick, 1931 (Myanmar)
- Limnaecia tetraplanetis Meyrick, 1897 (Australien, Queensland)
- Limnaecia thiosima Diakonoff, 1954 (Papua-Neuguinea)
- Limnaecia triplaneta Meyrick, 1921 (Australien, Queensland)
- Limnaecia trissodelta Meyrick, 1922 (Indien, Assam)
- Limnaecia trissodesma (Meyrick, 1887) (Australien, Victoria)
- Limnaecia tyriarcha Meyrick, 1919 (Indien, Kumaon)
- Limnaecia xanthopelta Lower, 1903 (Australien, New South Wales)
- Limnaecia xanthopis Meyrick, 1920 (Australien, Queensland)
- Limnaecia zonomacula Lower, 1908 (Australien, Süden)
- Limnaecia zotica Meyrick, 1921 (Australien, Queensland)